# イソモンガラ
イソモンガラ (学名：Pseudobalistes fuscus) は、モンガラカワハギ科キヘリモンガラ属に分類される魚。

## 形態
オスの成魚は体長55センチメートルほどにもなる大型種である。体形は側偏し、尾鰭の上・下葉はやや伸びる。第1棘条が特に発達した第1背鰭を持つが、普段は収納されている。成魚の体色は濃青色で、黄色い小班が体側に散らばり、鰭には黄色い縁取りがある。幼魚は黄色または黄褐色の体に明るい青の波模様や斑紋があり美しい。この模様は成長に伴って繋がっていき、青い部分が体の大半を占めるようになって成魚の体色に近づく。英名はこの体色変化の段階に対応して blue triggerfish や rippled triggerfish、yellow-spotted triggerfish、blue-and-gold triggerfish など複数ある。

成魚。エジプトの紅海にて。

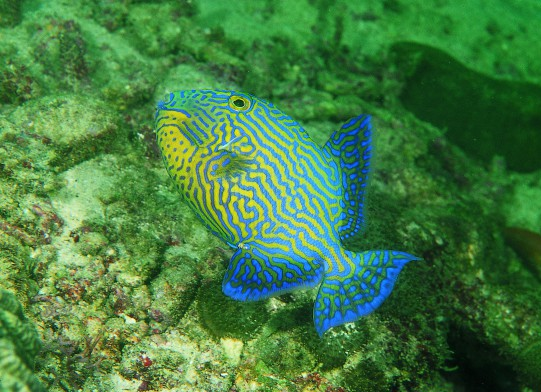
幼魚。Rippled triggerfishの英名は幼魚の青い波模様にちなむ。

## 分布
南アフリカから紅海、ソシエテ諸島、日本南部、オーストラリアからニューカレドニアに至る、インド洋・西太平洋の広い範囲に分布する。

## 生態
熱帯から亜熱帯の沿岸域の岩礁やサンゴ礁に生息し、水深30-50メートル付近に現れる。主に二枚貝や小型甲殻類、ゴカイなどの底生無脊椎動物を食べるが、付着藻類など植物性の餌を採ることもある。モンガラカワハギ科の多くの種と同様、気性が荒く攻撃的で噛みついてくることもあるため、本種に近づかないダイバーも多い。